# Pierre III (roi de Portugal)
Pour les articles homonymes, voir Pierre de Portugal.
Pierre III de Portugal (en portugais Pedro III), surnommé « le Bâtisseur », né le 5 juillet 1717 à Lisbonne et mort le 25 mai 1786 à Queluz, est roi de Portugal (jure uxoris) du 24 février 1777 au 25 mai 1786, en tant qu'époux de la reine Marie Ire de Portugal, sa nièce.

## Biographie
| |  |  |
| Portraits de l'infant Pierre de Bragance en 1745 (à gauche) et vers 1760-70 par Vieira Lusitano (à droite). |  |  |

### Origine
Pierre Clément François Joseph Antoine de Bragance est né à midi, le 5 juillet 1717, au Palais de Ribeira à Lisbonne . L'infant est baptisé le 29 août et reçoit le nom de Pedro Clemente Francisco José António . 
Il est le fils du roi Jean V de Portugal et de son épouse Marie-Anne d'Autriche ainsi que le frère cadet du roi Joseph Ier de Portugal . Enfant préféré de son père, il est investi de la dignité de Prieur de Crato .

### Roi de Portugal
Pierre épouse Marie de Portugal, sa nièce et héritière du trône, le 6 juin 1760. À la mort de son frère aîné Joseph Ier, il devient roi de Portugal jure uxoris sous le nom de Pierre III, conjointement avec son épouse et nièce Marie Ire, car un enfant est déjà né de leur mariage. Le couple a six enfants, dont le fils aîné survivant succède à sa mère, sous le nom de Jean VI de Portugal, en 1816 .
En tant que roi, Pierre III laisse son épouse gouverner seule, consacrant la plus grande partie de son règne à la construction du palais royal de Queluz et à son embellissement. Il meurt en 1786 .

## Descendance

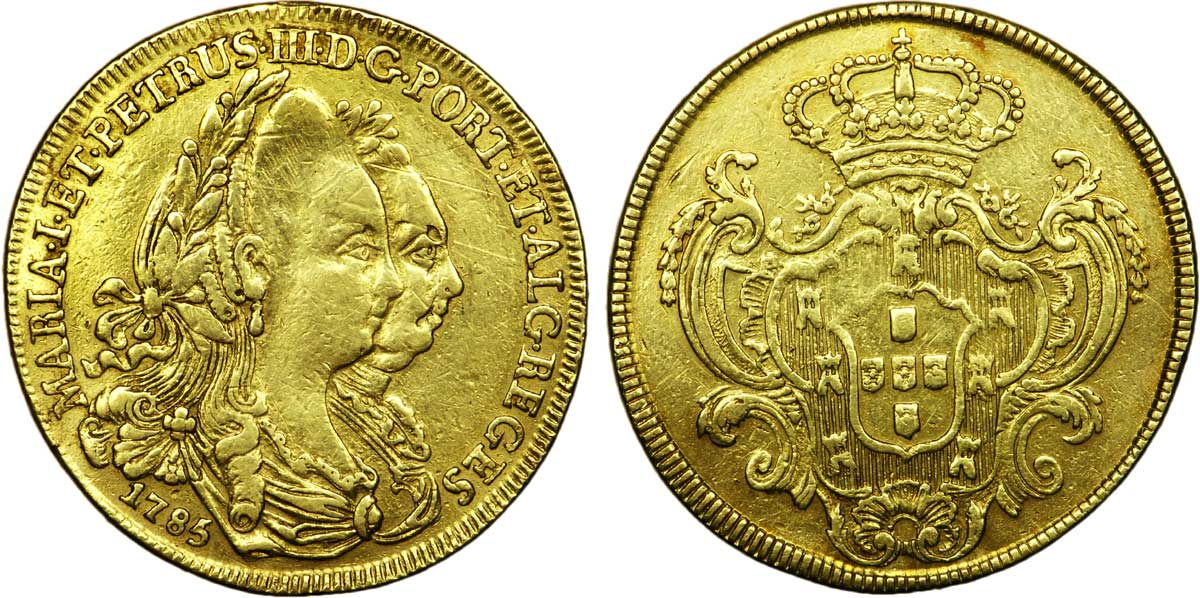
Pièce en or à l'effigie de Marie Ire et Pierre III de Portugal, 1785.

De son union avec Marie de Portugal naissent :
- Joseph de Portugal [1761-1788), prince du Brésil, qui épouse en 1777 sa tante Marie-Bénédicte de Portugal (1746-1829), sans postérité ;

- Jean François de Bragance (16 septembre 1763 - 10 octobre 1763), décédé à l'âge de trois semaines ;

- Jean VI de Portugal (1767-1826), épouse en 1790 Charlotte Joachime d'Espagne (1775-1830), d'où postérité ;

- Marie-Anne-Victoire de Portugal (1768-1788), en 1785 elle épouse Gabriel d'Espagne (1752-1788) (postérité).

- Marie Clémence de Bragance (9 juin 1774 - 27 juin 1776), décédée à l'âge de deux ans ;

- Marie Isabelle de Bragance (12 décembre 1776 - 14 janvier 1777), décédée à l'âge d'un mois.

## Titre complet
Roi du Royaume-Uni de Portugal, du Brésil et des Algarves, de chaque côté de la mer en Afrique, duc de Guinée et de la conquête, de la navigation et du commerce d'Éthiopie, d'Arabie, de Perse et d'Inde par la grâce de dieu